# 13101 Fransson
13101 Fransson eller 1993 FS10 är en asteroid i huvudbältet som upptäcktes den 19 mars 1993 av UESAC vid La Silla-observatoriet. Den är uppkallad efter astronomen Claes Fransson.
Asteroiden har en diameter på ungefär 3 kilometer.